# Elaeocarpus de-bruynii
Elaeocarpus de-bruynii là một loài thực vật có hoa trong họ Côm. Loài này được O.C.Schmidt mô tả khoa học đầu tiên năm 1924.